# HMS Atherstone (1986)
HMS Atherstone – brytyjski niszczyciel min typu Hunt, w służbie Royal Navy od 1987 do 2017 roku. Nosił numer burtowy M 38. Był trzecim okrętem o tej nazwie, od miasta Atherstone.

## Budowa
Okręt był dziesiątą z kolei jednostką, a jedenastą faktycznie zbudowaną, z 13 brytyjskich niszczycieli min typu Hunt. Budowę zamówiono 14 grudnia 1982 roku razem z HMS „Hurworth” w stoczni Vosper Thornycroft Ltd w Woolston (część Southampton), która zbudowała większość okrętów tego typu. Umowne położenie stępki miało miejsce dopiero 2 stycznia 1985 roku. Okręt wodowano 1 marca 1986 roku, a wcielono do służby po ukończeniu 30 stycznia 1987 roku, jako jedenasty okręt typu. Nazwa pochodziła od miasta Atherstone znanego z polowania na lisy, zgodnie z nazewnictwem typu. Był trzecim okrętem o tej nazwie. Koszt budowy wynosił ok. 35 mln funtów.

## Opis

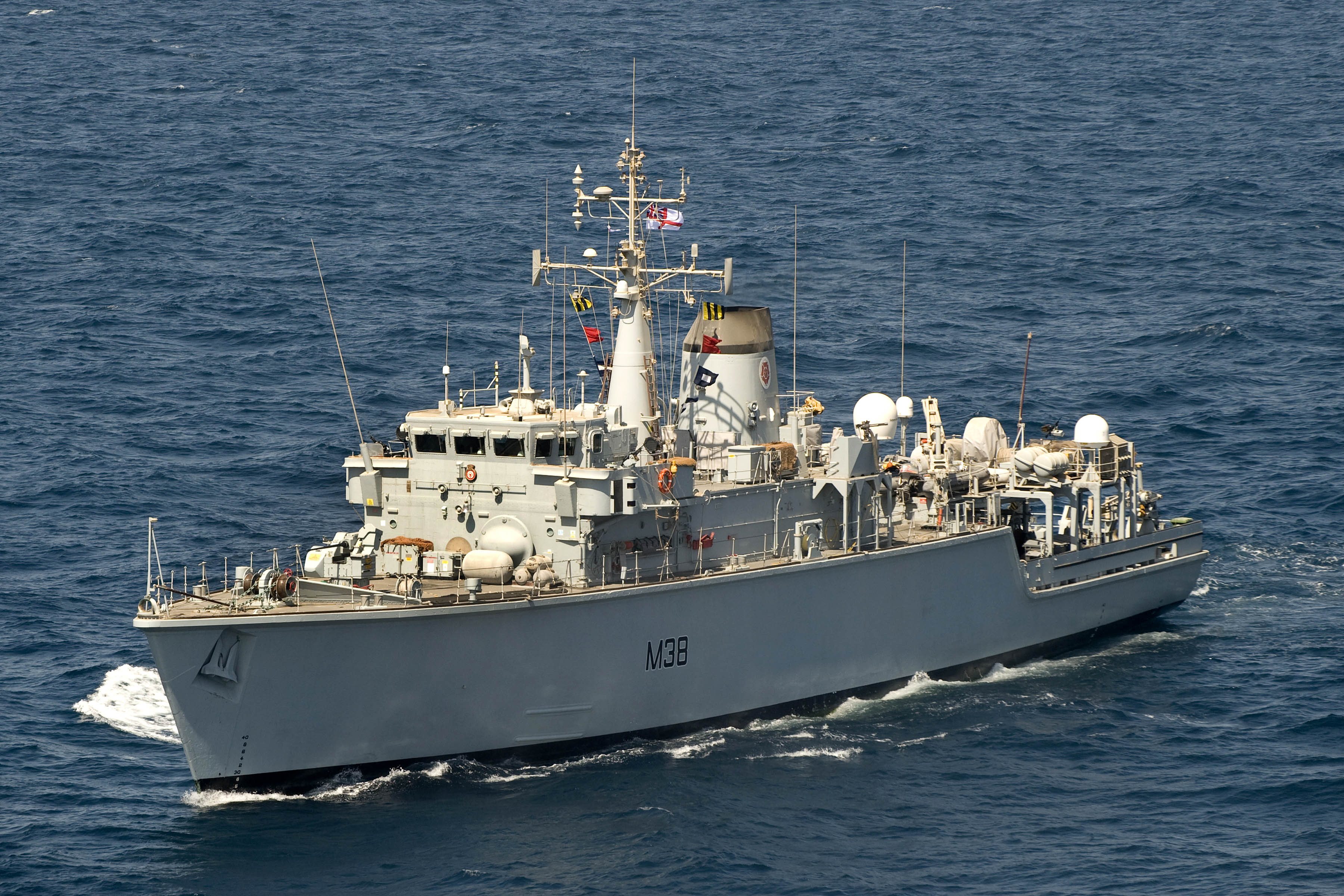
HMS „Atherstone” w 2009 roku

Okręty typu Hunt miały kadłub zbudowany z plastiku wzmocnionego włóknem szklanym (GRP). Wyporność standardowa wynosiła 615 ts, a pełna 725 ts. Nowsze źródła podawały wyporność pełną 750 ton. Długość całkowita wynosiła 60 m, a na linii wodnej 57 m, szerokość: 10 m, a maksymalne zanurzenie: 3,4 m. Załoga liczyła pierwotnie 45 osób, w tym 6 oficerów.
Uzbrojenie służyło tylko do samoobrony i pierwotnie na okrętach typu Hunt stanowiła je automatyczna armata uniwersalna Bofors 40 mm, lecz już do połowy lat 90. była wymieniana na armatę Oerlikon/BMARC DS30B kalibru 30 mm L/75. Mogły być również montowane dodatkowo dwa działka kalibru 20 mm Oerlikon/BMARC GAM-C01. Na przełomie pierwszej i drugiej dekady XXI wieku na okrętach ustawiono trzy sześciolufowe rotacyjne karabiny maszynowe 7,62 mm Dilon Aero M134 Minigun. Uzbrojenie uzupełniały dwa karabiny maszynowe kalibru 7,62 mm, zastępowane w latach 2014–2015 przez karabiny maszynowe kalibru 12,7 mm Browning.
Napęd stanowiły dwa silniki wysokoprężne Ruston-Paxman 9-59K Deltic o mocy łącznej 3800 hp, napędzające dwie śruby, pozwalające na osiąganie prędkości maksymalnej 15 węzłów. Ponadto okręty miały pomocniczy napęd hydrauliczny pozwalający na osiąganie prędkości do 8 węzłów, napędzany przez silnik Deltic 9-55B o mocy 780 hp, napędzający też agregaty prądotwórcze. Zasięg wynosił 1500 mil morskich przy prędkości 12 w. W przeciwieństwie do innych okrętów typu, na „Atherstone” nie przeprowadzono wymiany silników.
Wyposażenie nawigacyjne obejmowało radar Kelvin Hughes Type 1006 lub 1007 (pasmo I). Wyposażenie do poszukiwania min obejmowało pierwotnie sonar Plessey Type 193M Mod 1. Ponadto okręty miały sonar wysokiej częstotliwości Mil Cross do unikania min na kursie i sonar Type 2059 do śledzenia pojazdów podwodnych. W latach 2004–2005 brytyjskie okręty otrzymały nowy sonar 2193. Okręty typu Hunt miały system informacji bojowej CAAIS DBA4. Po 1990 roku okręty typu Hunt otrzymały system nawigacyjny Racal Mk 53. W latach 2004–2005 okręty otrzymały również system dowodzenia NAUTIS 3.
Po wejściu do służby „Atherstone” przenosił dwa zdalnie kierowane pojazdy podwodne PAP-104 do zwalczania min lub nowszego typu PAP-105. Okręty tego typu ponadto miały trały magnetyczne MS 14, holowany trał akustyczny Sperry MSSA Mk 1 i klasyczne trały kontaktowe Oropesa Mk8. Trały niekontaktowe zostały zdemontowane w 2005 roku. Na przełomie pierwszej i drugiej dekady XXI wieku pojazdy podwodne PAP-104/105 zastąpiono przez jednorazowe Seafox C.

## Służba

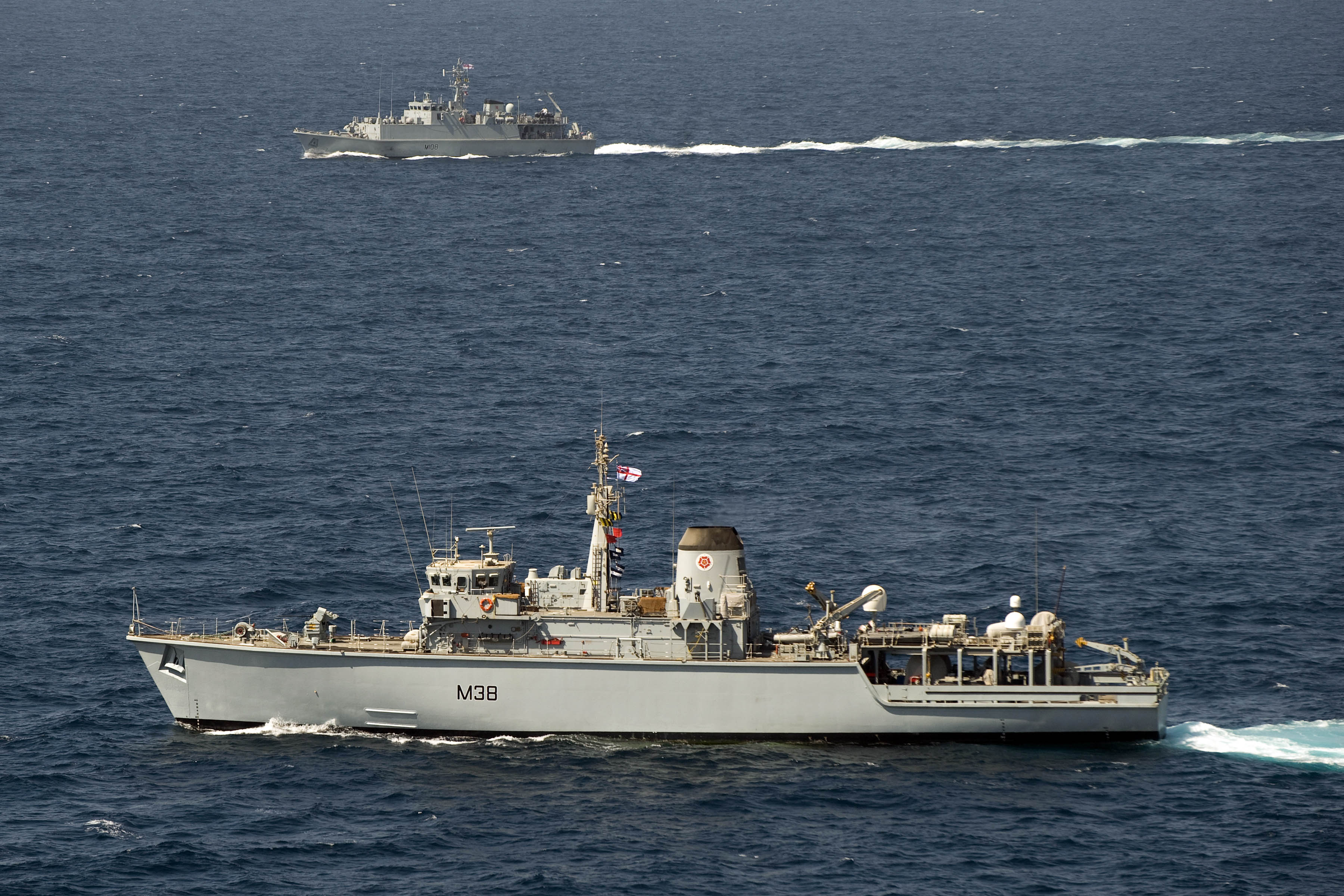
HMS „Atherstone” z HMS „Grimsby” na Bliskim Wschodzie w 2009 roku

HMS „Atherstone” (numer burtowy M 38) został wcielony do służby w brytyjskiej Royal Navy 30 stycznia 1987 roku. Został przydzielony początkowo do 3 Eskadry Niszczycieli Min (3nd MCM Squadron). Później w XXI wieku wchodził w skład 2 Eskadry Niszczycieli Min w Portsmouth. Nosił nieoficjalny przydomek Crazy A (pol. szalony A).
13 sierpnia 1990 roku wypłynął z Rosyth na wschodnie Morze Śródziemne, wraz z bliźniaczymi „Cattistock” i „Hurworth”. Następnie na początku 1991 roku wziął udział z tymi okrętami w działaniach przeciwminowych w wojnie w Zatoce Perskiej, w składzie grupy patrolowej X-Ray, za co przyznano mu wyróżnienie bojowe (battle honour). W kwietniu tego roku powrócił do bazy w Portsmouth. W 1991 roku też prowadzono na okręcie próby z holowanym sonarem pasywnym COMTASS. W połowie 1992 roku wraz z dwoma innymi okrętami MCM2 odbył rejs na Morze Śródziemne i Egejskie, ćwicząc z marynarką francuską.
W czerwcu 1998 roku „Atherstone” wziął udział w manewrach BALTOPS na Bałtyku, odwiedzając Gdynię.
Od maja 2012 roku do grudnia 2015 roku okręt stacjonował w Bahrajnie, służąc na wodach Zatoki Perskiej w celu zapewniania bezpieczeństwa żeglugi w ramach stałej brytyjskiej operacji Kipion. Przebył wówczas 51 220 mil morskich i odwiedził w toku operacji 12 krajów. Powrócił do Portsmouth 23 grudnia 2015 roku. Jego dowódcą pod koniec misji był kmdr ppor. Mark Headley.
W grudniu 2016 roku „Atherstone” został wydokowany w krytej hali stoczni w Portsmouth i miał być poddany modernizacji, w tym wymianie silników, razem z bliźniaczym „Quorn”. Zdecydowano jednak ostatecznie zamiast tego dla oszczędności wycofać oba okręty ze służby, co nastąpiło 14 grudnia 2017 roku w Portsmouth.
Po wycofaniu ze służby, okręt został kupiony w 2022 roku przez stocznię Harland and Wolff w Belfaście, z zamiarem przystosowania do celów cywilnych oraz wykorzystania części dla bliźniaczego „Quorn” remontowanego dla Litwy.